# Oscar Moens
Oscar Moens (*'s-Gravenzande, Países Bajos, 1 de abril de 1973) es un exfutbolista neerlandés. Jugaba de portero y su último equipo fue el Sparta de Róterdam.

## Selección nacional
Ha sido internacional con la Selección de fútbol de los Países Bajos, jugó 2 partidos internacionales.

## Clubes
| Club                | País         | Año       |
| ------------------- | ------------ | --------- |
| Excelsior Rotterdam | Países Bajos | 1992-1996 |
| Go Ahead Eagles     | Países Bajos | 1996      |
| AZ Alkmaar          | Países Bajos | 1996-2000 |
| RBC Roosendaal      | Países Bajos | 2000-2001 |
| AZ Alkmaar          | Países Bajos | 2001-2003 |
| Genoa CFC           | Italia       | 2003-2004 |
| Willem II           | Países Bajos | 2004-2006 |
| PSV                 | Países Bajos | 2006-2007 |
| Willem II Tilburg   | Países Bajos | 2008-2009 |
| Dayton Dutch Lions  | Países Bajos | 2010      |
| Sparta de Róterdam. | Países Bajos | 2010-2011 |

- Datos: Q1379836